# Stipa margelanica
Stipa margelanica är en gräsart som beskrevs av Pavel Aleksandrovich Smirnov. Stipa margelanica ingår i släktet fjädergrässläktet, och familjen gräs. Inga underarter finns listade i Catalogue of Life.